# Verone Chambers
 (avril 2018).
Pour les articles homonymes, voir Chambers.
Verone Chambers, née le 16 décembre 1988, est une athlète jamaïcaine spécialiste du sprint.

## Palmarès
| Date | Compétition                    | Lieu     | Résultat | Épreuve |
| ---- | ------------------------------ | -------- | -------- | ------- |
| 2010 | Championnats NACAC espoirs     | Miramar  | 4 x 400m | 3e      |
| 2014 | Championnats du monde en salle | Sopot    | 4 x 400m | 2e      |
| 2015 | Jeux panaméricains             | Toronto  | 4 x 400m | 2e      |
| 2015 | Championnats NACAC             | San José | 4 x 400m | 2e      |
| 2017 | Relais mondiaux de l'IAAF      | Nassau   | 4 x 400m | 3e      |